# Silver City (Californie)
Pour les articles homonymes, voir Silver City.
Silver City est une census-designated place américaine dans le comté de Tulare, en Californie. Protégée au sein du parc national de Sequoia, où elle est accessible par la Mineral King Road, elle ne comptait aucun habitant en 2010. Le lodge appelé Silver City Mountain Resort en est la principale attraction.

## Source de la traduction
- (en) Cet article est partiellement ou en totalité issu de l’article de Wikipédia en anglais intitulé « Silver City, California » (voir la liste des auteurs).